# Usnea glabrescens
Usnea glabrescens är en lavart som först beskrevs av Nyl. ex Vain., och fick sitt nu gällande namn av Vain. Usnea glabrescens ingår i släktet Usnea och familjen Parmeliaceae.  Arten är reproducerande i Sverige. Inga underarter finns listade i Catalogue of Life.